# یوزف گرتنر
 یوزف گرتنر (انگلیسی: Joseph Gaertner؛ ۱۲ مارس ۱۷۳۲ – ۱۴ ژوئیهٔ ۱۷۹۱) یک گیاه‌شناس اهل آلمان بود.